# Мери Шели
Мери Уолстонкрафт Шели (на английски: Mary Wollstonecraft Shelley) е английска писателка, автор на разкази, драми, есета, биографии, най-известна със своя готически роман „Франкенщайн или новият Прометей“ (1818). Тя също редактира и насърчава работата на своя съпруг, романтическия поет и философ Пърси Биш Шели. Неин баща е политическият философ Уилям Годуин, а нейна майка – феминистката Мери Уолстонкрафт.
Нейната майка умира, когато Мери е само на единадесет дни, след което Мери и нейната по-голяма полусестра Фани Имлай са отгледани от техния баща. Когато Мери става на четири години, Годуин сключва брак с Мери Джейн Клеърмонт. Годуин осигурява на своята дъщеря много добро образование и я окуражава да следва неговите либерални политически виждания. През 1814, Мери Годуин започва романтична авантюра с един от политическите последователи на баща ѝ, Пърси Биш Шели, който обаче е вече женен. Заедно с доведената сестра на Мери - Клеър, те напускат Франция и започват да пътешестват из Европа. Преди тяхното завръщане в Англия, Мери е бременна с детето на Пърси. През следващите две години тя и Пърси са съпътствани от постоянни дългове, отлъчвани от обществото, а накрая загива и тяхната дъщеря, която се ражда преждевременно. Те сключват брак в края на 1816, след самоубийството на първата жена на Пърси Шели - Хариет.
През 1816 двойката прекарва прекрасно лято заедно с Джордж Байрон, Джон Уилям Полидори и Клеър Клеърмонт, близо до Женева, Швейцария, където Мери замисля идеята за нейния най-прочут роман „Франкенщайн“. Семейството напуска Англия през 1818 и заминава за Италия, където тяхното второ и трето дете загиват, преди Мери Шели да роди нейното последно и единствено оцеляло дете, Пърси Флоренс. През 1822 нейният съпруг се удавя, когато неговата лодка потъва по време на буря близо до Виареджо. Година по-късно Мери Шели се завръща в Англия и се отдава на отглеждането и образованието на своя син и на писателската си кариера. Последните години от живота си тя бива покосена от упорита болест, вероятно причинена от мозъчен тумор, която я убива на 53-годишна възраст.
Преди 1970, Мери Шели е известна главно с усилията да публикува творчеството на Пърси Шели и с нейния роман „Франкенщайн“, който среща широка публика и е вдъхновил много театрални и филмови адаптации. Но нейното творчество далеч не се състои само в това, тя има и много други достижения. Нараства интересът към нейните произведения, по-специално към нейните романи, които включват историческите романи Valperga (1823) a и Perkin Warbeck (1830), апокалиптичния роман The Last Man (1826) и нейните последни два романа Lodore (1835) и Falkner (1837). Проучванията на нейни по-малко известни произведения, като например пътеписа Rambles in Germany and Italy (1844) и биографичните ѝ статии, подкрепят разрастващата се теза, че Мери Шели остава политически радикална през целия си живот.

## Биография

### Ранни години
Мери Уолстънкрафт Годуин е родена в Сомърс, Лондон през 1797 г. Тя е второ дете на философа феминист, възпитателка и писателка Мери Уолстонкрафт, и първо дете на философа, писателя и журналиста Уилям Годуин. Уолстонкрафт умира от следродилна треска десет дни след като Мери се ражда. Годуин сам отглежда Мери, заедно с нейната по-голяма полусестра Фани Имлай, дете на Уолстонкрафт от американския дипломат Гилбърт Имлай. Година след смъртта на Уолстонкрафт, Годуин публикува биография на починалата си съпруга. Обаче тези мемоари разкриват аферите на Уолстонкрафт и нейното незаконно дете и се възприемат за изключително шокиращи за времето си. Мери Годуин прочита тези спомени и книгите на нейната майка и ги запазва грижливо в нейна памет.
Най-ранните години на Мери са били и най-щастливите ѝ, съдейки по писмата на домашната помощница и медицинска сестра на Уилям Годуин, Луиза Джоунс. Но Годуин чувствал, че няма да успее да отгледа сам и двете деца, затова той решава да сключи брак повторно. През декември 1801 той се жени за Мери Джейн Клеърмонт, добре образована жена с две малки деца-Чарлз и Клеър.
Повечето от приятелите на Годуин не одобряват съпругата му, като я описват като избухлива и свадлива, но Годуин е изцяло отдаден на нея и бракът им бива успешен. Мери Годуин от друга страна започва да мрази своята мащеха. Биографът на Уилям Годуин от деветнадесети век, по-късно предполага, ще госпожа Годуин поставяла своите деца над тези от Мери Уолстънкрафт.
Въпреки че Мери Годуин получава малко официално образование, нейният баща я обучавал на разнообразни по вид дисциплини. Той често взимал децата на образователни обиколки. Те също имали достъп до неговата библиотека и до многото интелектуалци, които го посещавали, включително и поетът Самюел Колридж и вицепрезидентът на САЩ – Арон Бър. Годуин признава, че не обучава децата си спрямо философията на починалата си съпруга, но Мери Годуин въпреки всичко получава необичайно и напреднало образование за момиче по това време. Тя имала гувернантка, всекидневен възпитател и четяла много от книгите на баща си за римската и гръцка история в оригинал. За шест месеца през 1811 тя също посещава и училището в Рамсгейт.
Нейният баща я описва като необичайно самоуверена и смела, властна и умна. Нейната жажда за знания е била прекрасна и нейната упоритост във всичко, с което се захване я правила почти непобедима.

### За Пърси Шели
Мери Годуин за първи път среща радикалния поет философ Пърси Биш Шели във времето между двете ѝ пътувания до Шотландия. По времето, когато се завръща у дома за втори път, на 30 март 1814, Пърси Шели започва да се отчуждава от неговата жена и посещава редовно Годуин, като обещава да погаси неговите дългове. Радикализмът на Пърси Шели, по-специално неговите икономически виждания, които той възприема от Уилям Годуин, го отдалечават от неговото здраво, аристократично семейство. Те искали той да следва традиционните модели на поземлената аристокрация. Пърси Шели желаел да дари много голяма част от семейното състояние, за да помогне на хора в неравностойно положение. Поради тази причина той среща трудности, докато получи достъп до състоянието си, защото неговото семейство не желае да ги пилее по проекти за „политическо правосъдие“. След няколко месеца на обещания Шели оповестява, че сигурно няма да успее да погаси всички дългове на Годуин. Годуин е ядосан и се чувства предаден.
Мери и Пърси започват да се срещат тайно на гроба на нейната майка и се влюбват – тя е почти на седемнадесет, а той на двадесет и две. Нейният баща не одобрявал това и се опитал да осуети връзката им и да спаси от унищожение честта на неговата дъщеря. На 28 юли 1814 двойката тайно заминава за Франция, като вземат със себе си доведената сестра на Мери-Клеър Клеърмонт, но оставят бременната по това време жена на Шели. Те пътуват до Париж и после с магаре, муле, карета и пеша продължават да пътешестват из Франция, която скоро е опустошена от война. Стигат до Швейцария. Докато пътуват, Мери и Пърси четат трудовете на майка ѝ Мери Уолстонкрафт и продължават да пишат свои.
Ситуацията, която очаква Мери Годуин в Англия, е изпълнена с усложнения, някои от които тя не би могла да предвиди. Малко преди или по време на пътешествието тя забременява. Мери и Пърси са разорени и за огромна нейна изненада баща ѝ отказва да направи каквото и да било, за да им помогне. Двойката се премества заедно с Клеър в жилището в Съмър и започват усилено да развиват писателска дейност. Бременна и често болна Мери Годуин преживява тежко радостта на Пърси от раждането на неговия син от Хариет Шели през късната 1814 и честите му разходки с Клеър Клеърмонт.
На 22 февруари 1815, Мери ражда два месеца преждевременно момиченце, което не оцелява. Загубата на детето ѝ отключва силна депресия у Мери, тя започва да има видения на починалото бебе, но зачева отново и се възстановява до настъпването на лятото. С възобновяването на финансите на Пърси Шели, след смъртта на неговия дядо сър Буш Шели, двойката наема вила в Бишопсгейт. През това време Пърси пише неговата поема „Аластор“ и на 24 януари 1816, Мери ражда второ дете – Уилям.

### Женевското езеро и„Франкенщайн“
През май 1816, Мери Годуин, Пърси Шели и техният син тръгват на път към Женева заедно с Клеър Клеърмонт. Те планират да прекарат лятото с поета Джордж Байрон (лорд Байрон), който има връзка с Клеър Клеърмонт, която след това забременява. Групата пристига в Женева на 14 май 1816, където Мери започва да се нарича „Мисис Шели“. Байрон се присъединява към тях на 25 май заедно с младия физик Джон Уилям Полидори и наема вила Диодати, близо до Женевското езеро. Пърси Шели наема по-малка сграда в близост. Те прекарват времето си пишейки, плавайки из езерото и говорейки до късно през нощта.
Лятото се случва дъждовно и младежката компания е принудена да прекарва повечето време на закрито в разговор и четене. Така те прочитат колективно един сборник от разкази за привидения, преведен на френски от немски. Като резултат решават всеки да напише собствен „разказ за призрак“, като всеки се стреми неговият да бъде най-смразяващ и страшен.
Байрон нахвърля част от приказка, която по-късно добавя към „Мазепа“. Шели започва да работи върху ранен епизод от живота си, но не го довършва. Мери отначало е притеснена, липсва ѝ сюжет. Тя е най-младата, няма нищо зад себе си, важно ѝ е да се докаже. Една вечер след разговор, посветен на постиженията на Еразъм Дарвин, който бил успял да „одушеви“ късче фиде с електричество – едно наистина твърде романтично „научно“ завоевание, Мери затваря очи и вижда бъдещото нейно чудовище. Така започва приключението, завършило след около година с написването на „Франкенщайн“. Първоначално тя го замисля като кратък разказ, но по-късно го разширява в роман – „Франкенщайн или новият Прометей“. В съгласие с първоначалния бас Мери Шели успява да създаде завладяващо и смразяващо кръвта четиво.

### Бат и Марлоу
Когато се завръщат в Англия, Мери, Пърси и Клеър Клеърмонт се установяват в Бат, където те се надяват да запазят бременността на Клеър в тайна. Там Мери получава две писма от нейната полусестра Фани Имлай, в които тя разказва за нещастния си живот. Сутринта на 10 октомври, Фани Имлай е открита мъртва, заедно със самоубийствена бележка и бутилка лауданум.
На 10 декември жената на Пърси Шели, Хариет, е открита удавена в езеро в Лондон. Двете самоубийства са потулени. След това Пърси и Мери Шели се венчаят, като Мери отново забременява. До известна степен целта на брака е да се осигури на Шели попечителството на децата му от Хариет, но въпреки това те са дадени от съда на приемни родители. Клеър ражда момиченце на 13 януари, първоначално го нарича Алба, а по-късно Алегра. Те решават да напуснат Англия и да заминат за Италия, отново заедно с Клеър и дъщеря ѝ.

### Италия
Там те решават да дадат Алба на Байрон, който живее във Венеция. Той се съгласява да я отглежда. Семейството не се задържа дълго на едно място и не могат да се установят. По пътя си те сформират приятелски кръг, които харесват тях и творчеството им. Двойката отдава времето си на писане и четене. Но скоро пътешествието им се превръща в ад. Умират и двете деца на Мери – Клара през септември 1818 във Венеция и Уилям през 1819 в Рим. Това убива психически Мери, тя отново изпада в дълбока депресия и се отдалечава от съпруга си Пърси. Дълго време Мери намира успокоение единствено в писането.
Годините прекарани в Италия са време на интелектуална и творческа активност и за двамата съпрузи. Докато Пърси сътворява своите поеми, Мери пише
автобиографичния си роман „Матилда“. Тя често боледува и е склонна към депресии. За това спомагат отношенията на Пърси Шели с други жени, както и загубата на децата ѝ, които тя не забравя до края на живота си. На 8 юли 1822, по-малко от месец преди да навърши тридесет, Пърси Шели тръгва по море с шхуната си „Дон Жуан“ от Ливорно за Леричи. Корабът, построен специално за него в Генуа, попада във внезапна буря и потъва. На борда освен Шели има още двама души, всички загиват. Тялото на Шели е изхвърлено на брега, след което е кремирано на плажа край Виареджо. Сърцето му е извадено от погребалната клада и се пази от Мери Шели до смъртта ѝ.

### Връщане в Англия и писателска кариера
След смъртта на съпруга си, Мери отново се завръща в Англия, където се заема с редактиране поемите на съпруга си. През периода 1827 – 1840 започва активно да пише. Написва романите Perkin Wrabeck(1830), Lodore (1835) и Falkner(1837), а също започва да пише и кратки статии за женски списания. Благодарение на нея творбите на Пърси намират широка публика. Тя добавя към неговите поеми и биографична информация за него. Благодарение на постоянните ѝ пътувания Мери пише и много пътеписи.

### Последни години и смърт
Докато тече поредното ѝ пътуване из Европа, Мери става жертва на три изнудвания. През 1845 италианският политически изгнаник на име Гатечи, когото тя среща в Париж, я заплашва да публикува писмата, които тя му е изпращала. С помощ от полицията, те биват унищожени.
Малко след това Мери Шели купува писма, писани от нея и Пърси Шели от мъж, наричащ себе си Г. Байрон, представяйки се за незаконен син на лорд Байрон.
Последните си години Мери Шели прекарва тежко болна. От 1839 тя страда от главоболие и има множество парализирани места по цялото тяло, които понякога ѝ пречат да чете и пише. На 1 февруари 1851 тя умира на петдесет и три годишна възраст. Лекарите смятат, че причината е мозъчен тумор. След смъртта си желаела да бъде кремирана заедно с майка си и баща си, но накрая е погребана. На първата годишнина от нейната смърт семейството ѝ отваря настолното ѝ бюро. В него откриват кичури коса на мъртвите ѝ деца и копие на поемата на Пърси Шели Адонаис.

## Творби на Мери Шели
- History of a Six Weeks' Tour (1817)
- Frankenstein; or, The Modern Prometheus (1818)
- Mathilda (1819)
- Valperga; or, The Life and Adventures of Castruccio, Prince of Lucca (1823)
- Posthumous Poems of Percy Bysshe Shelley (1824)
- The Last Man (1826) - "Последният човек", изд. "Изток-Запад" 2022, прев. Гергана Ранчева
- The Fortunes of Perkin Warbeck (1830)
- Lodore (1835)
- Falkner (1837)
- The Poetical Works of Percy Bysshe Shelley (1839)
- Contributions to Lives of the Most Eminent Literary and Scientific Men (1835 – 39), part of Lardner's Cabinet Cyclopaedia
- Rambles in Germany and Italy in 1840, 1842, and 1843 (1844)

## „Франкенщайн“на екран
·Frankenstein (1931)
- Young Frankenstein (1974)
- Франкенщайн (1994)
- Франкенщайн (2004)
- Frankenstein's Army (2013)
- Аз, Франкенщайн (2014)
- Victor Frankenstein (2015)